# Sebastian Bauer
Sebastian Bauer (7 novembre 1992) è un calciatore austriaco, difensore dell'Ebreichsdorf.

## Caratteristiche tecniche
È un difensore centrale.

## Carriera
Dopo aver giocato nelle serie inferiori del calcio austriaco, nel 2018 è stato acquistato dall'Admira Wacker M., militante in Bundesliga. Ha esordito nella massima serie il 5 agosto seguente disputando l'incontro vinto 1-0 contro l'Hartberg.